# Gemeinschaft für deutsche Studentengeschichte
Die Gemeinschaft für deutsche Studentengeschichte e. V. (GDS) ist eine historische Vereinigung, die sich mit Geschichte und aktuellen Problemen von Hochschule, Studentenschaft, studentischen (v. a. Studentenverbindungen) und akademischen Organisationen befasst. Dazu dienen ihre Zeitschrift Studenten-Kurier, Buchveröffentlichungen und Fachtagungen.

## Geschichte
Die GDS wurde am 4. August 1974 als Archivverein der Markomannia in Würzburg gegründet und hatte zunächst die Aufgabe, den historisch bedeutenden Archivbestand dieser Verbindung zu sichern und zu erschließen. Schon früh stand der Verein aber jedem Interessierten offen, und bereits unter den Gründern waren Angehörige verschiedener Korporationen.
Um das Jahr 2000 umfasste der gemeinnützige Verein mit diversen Arbeitsgebieten etwa 2.200 Mitglieder aus nahezu allen Korporationsverbänden und darüber hinaus. Den Vorsitz führt seit 2019 der Historiker Matthias Asche (Potsdam). Davor stand dem Verein seit der Gründung mit einer Unterbrechung (Pfarrer em. Detlef Frische, 2008–2012) der Historiker Friedhelm Golücke vor.
1981 erschien erstmals die Mitgliederzeitschrift Studenten-Kurier, die mit ihrer Neuen Folge 1986 die Mitglieder vierteljährlich erreicht und vom Vorstandsmitglied Detlef Frische in Essen bis zu seinem Tod im Jahre 2022 betreut wurde. Ab Ende 1989 konnte die GDS ihre Mitglieder in der DDR, die ihr bisher nur verdeckt angehören durften und Mitteilungen ohne Namensnennung im Studenten-Kurier veröffentlichten, offiziell führen.
Von 1989 an erschienen die Veröffentlichungen der GDS im SH-Verlag (Schernfeld, später Vierow bei Greifswald und Köln). Der Verlag wurde 2013 stillgelegt. Die im Auftrag der GDS herausgegebene wissenschaftliche Reihe Abhandlungen zum Studenten- und Hochschulwesen wurde vom Böhlau Verlag (Wien, Köln, Weimar) übernommen.
1992 fand auf Burg Bodenstein in Sachsen das erste Liederseminar der GDS unter der Leitung von Raimund Lang statt. Diese Tagungen wurden zur Tradition; die Beiträge der ersten fünf Treffen wurden 2001 im Buch Ergo Cantemus ebenfalls von Raimund Lang veröffentlicht. Seit 2002 werden die GDS-Tagungen in neuer Form und verbunden mit dem GDS-Tag weitergeführt. Das Mitgliederprogramm wird inzwischen mit studenten- und universitätsgeschichtlichen Reisen unter der Leitung des Vorstandsmitgliedes Raimund Lang abgerundet.
Ab 1996 kam es zu einer Intensivierung der Zusammenarbeit mit dem Arbeitskreis der Studentenhistoriker im Rahmen des Convent Deutscher Akademikerverbände. Seit 2003 führt die GDS am Stadtarchiv Paderborn ein eigenes Institut, das Institut für Deutsche Studentengeschichte (IDS) mit Bibliothek, Archiv und Sammlungsbeständen. Die Stiftung Deutsche Studentengeschichte, die vorwiegend Publikationen wie zum Beispiel Tagungsbände zu Veranstaltungen mitfinanziert, ist ebenfalls eine Gründung des Vereins.
Gleichsam als Jubiläumsgabe zum 30-jährigen Bestehen der GDS im Jahr 2004 brachte Friedhelm Golücke ein Verfasserlexikon zur Hochschul- und Studentengeschichte heraus.

## Veröffentlichungen

### Übersicht
Der Verein veröffentlicht mehrere wissenschaftliche Schriftenreihen zur Universitäts- und Studentengeschichte:
- Abhandlungen zum Studenten- und Hochschulwesen
- GDS-Archiv mit Beiheften
- Revocatio historiae in Zusammenarbeit mit dem KV
- Kleine Schriften der GDS
- Schriften des Instituts für Deutsche Studentengeschichte
- Studentenhistorische Bibliothek

Kleinere historische Beiträge finden sich auch in jeder Ausgabe des quartalsweise erscheinenden Studenten-Kuriers.
Neben anderem gibt bzw. gab der Verein die folgenden korporationsstudentischen Standardwerke heraus:
- Studentenwörterbuch
- Civis Academicus
- Die Fuxenstunde
- Lexikon der CV- und ÖCV-Verbindungen

Auch die erste Ausgabe des Specimen Corporationum Cognitarum erschien 2000 in Zusammenarbeit mit der GDS.

### Studentenwörterbuch
Das Studentenwörterbuch von Friedhelm Golücke erschien 1979 in erster Auflage und 1987 in vierter Auflage. Es erwies sich rasch als anerkanntes Standard-Nachschlagewerk, das heute in fast allen Universitätsbibliotheken zu finden ist. Ein handlicheres „Kleines Studentenwörterbuch“ des Autors wurde 2006 im SH-Verlag Köln verlegt ISBN 978-3-89498-171-6. 2018 erschien die fünfte Auflage des Studentenwörterbuches.

### Civis Academicus
Der Civis Academicus ist das „Handbuch der deutschen, österreichischen und schweizerischen Korporationen und studentischen Vereinigungen an Universitäten und Hochschulen, sowie Schülerverbindungen“. Darüber hinaus werden die Studentenverbindungen in den übrigen europäischen Ländern sowie den mitteleuropäischen Verbindungen vergleichbare Verbindungen in Kanada, Chile, Japan, Syrien, Venezuela und Zypern angegeben. Nicht verzeichnet sind hingegen die amerikanischen und kanadischen Verbindungen.
Die achte Auflage erschien bei der GDS 2005/2006 mit 524 Seiten ISBN 3-89498-149-0. Zuvor erschien der Civis Academicus von der dritten bis siebten Auflage im Moritz-Schauenburg-Verlag und wurde von Klaus Kettling bearbeitet. Der Begründer und langjährige Herausgeber Ernst-Günter Glienke, Neoborussiae et Slesvigia-Niedersachsens ist verstorben, das Werk wird von seinem Sohn Arnt weiter betreut.

### Die Fuxenstunde
Die Fuxenstunde ist ein ursprünglich vom Verein herausgebrachtes Handbuch zur Ausbildung von Füchsen in Studentenverbindungen (siehe auch: Fuchsenstunde). Es liegt nun in einer ohne offizielle Beteiligung der GDS herausgegebenen 5. Auflage (2014) neu gefasst vor ISBN 978-3-925171-92-5. Die Autoren gehen auf allgemein interessante Themen ein, wie die Geschichte von Studentenverbindungen (inklusive des Verhaltens in der Zeit des Nationalsozialismus sowie der jüdischen Studentenverbindungen), den Comment, die Mensur und ähnliches. Das Buch ist so ausgelegt, dass jede Studentenverbindung neben dem so vorgegebenen allgemeinen Teil ihren eigenen besonderen Teil mit verbindungs- und eventuell verbandsspezifischen Informationen zur Ergänzung erstellt.

### Lexikon der CV- und ÖCV-Verbindungen
Das 1997 erschienene umfangreiche Werk von Siegfried Schieweck-Mauk stellt die Geschichte der Verbindungen des größten deutschen (bis 1933 auch Österreich umfassenden) Verbandes katholischer Studentenverbindungen mit wissenschaftlichem Apparat dar. Ausgespart werden auch nicht die erloschenen Verbindungen und die heute nicht mehr üblichen Ferialvereinigungen.

### Wissenschaftliche Schriftenreihen
Dissertationen und wissenschaftliche Monographien veröffentlicht die GDS seit 1987 in ihrer Reihe Abhandlungen zum Studenten- und Hochschulwesen. Seit 1992 erscheint außerdem in der Regel im Zweijahresrhythmus das GDS-Archiv, das neben kleineren wissenschaftlichen Aufsätzen auch eine Bibliographie aktueller universitäts- und studentengeschichtlicher Neuerscheinungen bereithält. Die Reihe Studentenhistorische Bibliothek versammelt schließlich originalgetreue Nachdrucke von „Klassikern“ der Universitäts- und Studentengeschichte.

## Auszeichnungen und Preise
Die GDS verleiht in unregelmäßigen Abständen einen Ehrenteller, die GDS-Plakette und den Paul-Ssymank-Preis.

## Rezeption
Im Archiv für Kulturgeschichte 2008, S. 197 heißt es: „Am weitesten allgemeinen, fachwissenschaftlichen Fragestellungen hat sich die 1974 gegründete ‚Gemeinschaft für deutsche Studentengeschichte (GDS)‘ geöffnet, deren jüngste Publikationen ein beachtliches Niveau aufweisen.“